# Tiszavárkony
Tiszavárkony község Jász-Nagykun-Szolnok vármegye Szolnoki járásában.

## Fekvése
Tiszavárkony a Tisza jobb partján fekszik. A szomszédos települések észak felől Tószeg, kelet felől (a Tisza túlpartján) Rákóczifalva, délkelet felől Vezseny, dél felől Tiszajenő, nyugat felől pedig Jászkarajenő.

### Megközelítése
A település központján a Szolnok és Tiszakécske térségét összekötő 4625-ös út halad végig, ezen érhető el mindkét említett város irányából. Közigazgatási területének nyugati részét érinti, Tiszavárkonyi szőlők nevű külterületi településrésze mellett a Ceglédtől Tiszajenőig vezető 4609-es út is, az előbbi településrészt a központtal pedig a 46 151-es számú mellékút köti össze.
Vasúton a MÁV 145-ös számú Kecskemét–Szolnok-vasútvonalon érhető el a település. Tiszavárkony vasútállomás a településtől mintegy 3 kilométerre nyugatra található, a vonalon Tiszajenő-Vezseny megállóhely és Tószeg vasútállomás között; közúti megközelítését ugyancsak a már említett mellékút teszi lehetővé.

## Története
Valószínűleg már a rézkorban és a szarmata korban is emberek által lakott terület volt. Az 1952-ben végzett ásatásokon avar kori edénytöredékek, és különböző eszközök kerültek elő, pl.: horog, nyílhegy, kés, csákány.
A középkorban is fontos csomópont lehetett, hiszen királyaink itt keltek át a Tiszán, vagy éppen itt találkoztak alattvalóikkal, ellenfeleikkel. Várkonyban találkozott például Endre király és Béla herceg, Mátyás király és Szilágyi Mihály, itt kelt át a Tiszán Dózsa György is felkelőseregével. A település az átvonuló hadaknak később is az útvonalába esett.

## Közélete

### Polgármesterei
- 1990–1994: Bognár Ferenc (Magyar Néppárt – Nemzeti Parasztpárt)[3]
- 1994–1998: Mészáros Zoltán (független)[4]
- 1998–2002: Mészáros Zoltán (független)[5]
- 2002–2006: Mészáros Zoltán (független)[6]
- 2006–2010: Mészáros Zoltán (független)[7]
- 2010–2014: Mészáros Zoltán (független)[8]
- 2014–2019: Hegedűs István (független)[9]
- 2019–2022: Hegedűs István (független)[10]
- 2022–2024: Hegedűs István (független)[11]
- 2024– : Hegedüs István (független)[1]

A településen 2022. július 3-án időközi polgármester-választást (és képviselő-testületi választást) kellett tartani, mert a korábbi képviselő-testület belső ellentétek miatt 2021 augusztus végén feloszlatta magát. [A két időpont közti, aránylag nagy időtávot a koronavírus-járvány miatt elrendelt korlátozások okozták, a járványhelyzet fennállásának idején ugyanis nem lehetett választásokat tartani Magyarországon.] A választáson a hivatalban lévő polgármester is elindult, és három jelölt közül (egy, a kormánypártok által támogatott jelöltet is legyőzve) viszonylag magabiztosan újította meg a pozícióját.

## Népesség
A település népességének változása:
| Lakosok száma | 1506 | 1493 | 1529 | 1540 | 1482 | 1489 | 1503 |
|               | 2013 | 2014 | 2017 | 2021 | 2022 | 2023 | 2024 |

2001-ben a település lakosságának közel 100%-a magyar nemzetiségűnek vallotta magát.
A 2011-es népszámlálás során a lakosok 91,2%-a magyarnak, 0,9% cigánynak, 0,5% németnek, 0,2% románnak mondta magát (8,8% nem nyilatkozott; a kettős identitások miatt a végösszeg nagyobb lehet 100%-nál). A vallási megoszlás a következő volt: római katolikus 37,3%, református 13,1%, evangélikus 0,5%, felekezeten kívüli 27,5% (20,6% nem nyilatkozott).
2022-ben a lakosság 92%-a vallotta magát magyarnak, 0,6% cigánynak, 0,3% ukránnak, 0,3% németnek, 0,3% románnak, 0,1-0,1% szlováknak és örménynek, 2% egyéb, nem hazai nemzetiségűnek (8% nem nyilatkozott; a kettős identitások miatt a végösszeg nagyobb lehet 100%-nál). Vallásuk szerint 18,8% volt római katolikus, 7,2% református, 0,9% görög katolikus, 0,1% izraelita, 1,6% egyéb keresztény, 0,9% egyéb katolikus, 23,3% felekezeten kívüli (47,2% nem válaszolt).

## Híres emberek
- Fenyvesi Józsefné szalmafonó
- Gyalai Béla festőművész
- Dr.Gábli Cecília régész, ókortörténész
- Hegedűs József fafaragó
- Kővágó Zoltán diszkoszvető
- Szöke Zita képzőművész
- Harangozó Márton fafaragó
- Bálint Andor (Büchler Andor) genetikus, növénynemesítő, biológus, egyetemi tanár
- Itt született 1889-ben dr. Tornyos György ügyvéd, országgyűlési képviselő

## Külső hivatkozások
- Tiszavárkony az utazom.com honlapján
- A település honlapja
- A Tiszavárkonyi Reform. Egyház keletkezésének és temploma felépítésének története. Első főgondnoka Böszörményi Pál 1818. évi feljegyzéseiből közreadva; Ottinger-Nyomda, Nagykőrös, 1916
- Illés Kiss Béla: Tűzőnapon és csikorgó hidegben; szerzői, Tiszavárkony, 1993
- Örsi Julianna: Tiszavárkony; szerk. Vadász István; Száz Magyar Falu Könyvesháza Kht., Bp., 2002 (Száz magyar falu könyvesháza)
- Lukács Gergely Sándor: Három Tisza menti település fejlesztési stratégiája. Rákóczifalva, Tiszavárkony, Vezseny; Szaktudás, Bp., 2006
- Várkonyi László: Tiszavárkonytól Montrealig; szerk. Keleti Éva, Szarka Klára; MTI, Bp., 2010
- Madaras László: A Tiszavárkony-hugyinparti avar temető; Damjanich János Múzeum, Szolnok, 2019 (Szolnok megyei múzeumi adattár)